# أعمدة أشوكا
أعمدة أشوكا هي سلسلة من الأعمدة المنتشرة في جميع أنحاء شبه القارة الهندية، أقيمت من قبل الملك أشوكا أحد سلالة الإمبراطورية الماورية خلال فترة حكمه من  268 إلى 232 قبل الميلاد.  تم نقل عمودان  إلى دلهي من قبل السلطان فيروز شاه تغلق. كما نقلت عدة أعمدة في وقت لاحق من قبل الإمبراطورية المغولية. ويبلغ ارتفاعها من 12 إلى 15 مترا ويزن 50 طن تقريبا.
أعمدة أشوكا هي من أقدم التماثيل الحجرية المعروفة في الهند.
 بنيت جميع أعمدة أشوكا في الأديرة البوذية، والعديد من المواقع الهامة من حياة بوذا وأماكن الحج. بعض الأعمدة تحمل نقوش موجهة إلى الرهبان والراهبات. تم نصب بعض للاحتفال بزيارات من أشوكا.

## أشوكا والبوذية
اعتلى أشوكا العرش في 269 قبل الميلاد ويرث الإمبراطورية الماورية  التي أسسها جده تشاندراغبت موريا. كان أشوكا من الطاغية في بداية عهده. بعد ثماني سنوات من انضمامه، قام بحملة في كالينغا، حيث قال بكلماته الخاصة: «تم طرد مائة وخمسين ألف شخص، وقتل مائة ألف، وكثير منهم قضوا...» كما يشرح في مذكراته، بعد هذا الحدث. تحول أشوكا إلى البوذية بعد الندم من الحروب لم تصبح البوذية دينًا للدولة ولكن بدعم أشوكا أنتشرت بسرعة.

## أعمال بناء
تتكون الأعمدة من أربعة أجزاء مكونة من قطعتين: الأجزاء الثلاثة للعواصم مصنوعة في قطعة واحدة، غالباً من حجر مختلف إلى عمود الرمل المترابط الذي يعلق به دود معدني كبير. تكون الأعمدة دائماً بسيطة وناعمة، دائرية الشكل في المقطع العرضي، تتدحرج قليلاً إلى الأعلى وتنتهي دائماً من قطعة واحدة من الحجر. لا توجد قاعدة مميزة في أسفل العمود. الأجزاء السفلى من العواصم لها شكل ومظهر جرس مقوس بلطف يتكون من بتلات اللوتس.